# Robin Bormuth
Robin Bormuth (* 19. September 1995 in Groß-Rohrheim) ist ein deutscher Fußballspieler. Der Innenverteidiger spielt beim Drittligisten 1. FC Saarbrücken.

## Karriere
Bormuth spielte in der Jugend des FC Alemannia Groß-Rohrheim, SV Concordia Gernsheim und SC Viktoria Griesheim, bevor er in die Jugendabteilung des SV Darmstadt 98 wechselte. Im Juli 2013 ging er zu Fortuna Düsseldorf. Im Mai 2014 rückte Bormuth zu dessen zweiter Mannschaft auf und debütierte am 10. Mai 2014 beim 3:0-Auswärtssieg gegen die SG Wattenscheid 09 in der Regionalliga West. Sein erstes Tor erzielte er am 13. Februar 2016 zum 1:0-Heimsieg gegen den SV Rödinghausen.
Zur Saison 2016/17 rückte Bormuth zu Fortunas erster Mannschaft auf, für die er am 20. August 2016 beim 3:0-Auswärtssieg gegen Hansa Rostock in der ersten Runde des DFB-Pokals sein erstes Pflichtspiel absolvierte. Neun Tage später debütierte er beim 0:0 gegen den 1. FC Kaiserslautern in der 2. Bundesliga. Ab Oktober 2016 stand er häufig in der Startaufstellung. Sein erstes Zweitligator erzielte Bormuth am 25. November 2016 beim 2:2 im Heimspiel gegen Hannover 96. In der Spielzeit 2017/18 gewann er mit Düsseldorf die Meisterschaft und stieg somit in die Bundesliga auf. Dort kam er abgesehen von einer Phase im Herbst 2018 in zwei Saisons nur selten zum Einsatz.
Am 3. August 2020 unterschrieb er einen Zweijahresvertrag beim Zweitligisten Karlsruher SC. In seiner ersten Saison beim KSC war er überwiegend Stammspieler. In der Saison 2021/22 fiel er über mehrere Monate wegen einer Sprunggelenksverletzung aus und wurde nach seiner Genesung im Frühjahr über längere Zeit nicht im Spieltagskader berücksichtigt. Schon im März war ferner bekannt geworden, dass Bormuth ein Angebot zur Vertragsverlängerung abgelehnt hatte. Er schloss sich zur Saison 2022/23 dem SC Paderborn 07, ebenfalls 2. Bundesliga, an. Bereits im August 2022 wurde er an den Ligakonkurrenten 1. FC Kaiserslautern verliehen. Zur Saison 2023/24 kehrte er zum Karlsruher SC zurück. Nachdem er sich im Verlauf der Saison neben Marcel Franke in der Innenverteidigung etablieren konnte, erlitt er im März 2024 einen Kreuzbandriss. Erst in der Rückrunde der Saison 2024/25 kehrte Bormuth zurück und gab im Auswärtsspiel gegen den 1. FC Nürnberg am 18. Spieltag sein Comeback. Durch Gelbsperren anderer Innenverteidiger standen einige weitere Einsätze für Bormuth an; gleichwohl wurde sein im Sommer 2025 auslaufender Vertrag nicht verlängert. Daraufhin wechselte er zum 1. FC Saarbrücken.

## Erfolge
- Meister der 2. Bundesliga und Aufstieg in die Bundesliga: 2018